# فرانك ماثيسين
فرانك ماثيسين (بالنرويجية البوكمول: Frank Mathiesen)‏ هو لاعب كرة قدم نرويجي في مركز حراسة المرمى، ولد في 13 فبراير 1969. لعب مع نادي أوليسوند.